# Nilay Kartaltepe
Nilay Kartaltepe, z domu Yiğit (ur. 13 stycznia 1979 w Bakırköy) – turecka koszykarka,  występująca na pozycji rozgrywającej, reprezentantka kraju, olimpijka.

## Osiągnięcia
Stan na 18 kwietnia 2023, na podstawie, o ile nie zaznaczono inaczej.

### Drużynowe
- Mistrzyni Turcji (2002, 2004, 2006, 2007)[3][4]
- Wicemistrzyni:
  - Superpucharu Europy FIBA (2009)[5]
  - Turcji (2010)
- 4. miejsce w Eurocup (2012, 2014)
- Zdobywczyni:
  - Pucharu Turcji (2004–2007, 2010)[3][4]
  - Superpucharu Turcji (2004, 2005, 2007)
- Uczestniczka międzynarodowych rozgrywek:
  - Euroligi (2006/2007, 2009/2010, 2016/2017)
  - Eurocup (2005/2006, 2007/2008, 2010–2012, 2013/2014, 2015/2016, 2017–2022)
  - Pucharu Ronchetti (1995/1996, 1998–2000)

### Indywidualne
(* – nagrody przyznane przez portal eurobasket.com)
- Defensywna zawodniczka roku ligi tureckiej (2009)*[6]
- Zaliczona do*:
  - I składu:
    - ligi tureckiej (2007)[4]
    - zawodniczek krajowych ligi tureckiej (2009, 2013, 2016, 2017)[6][7][8][9]
    - defensywnego ligi tureckiej (2007, 2008, 2009)[4][10]

  - II składu ligi tureckiej (2007, 2012, 2013, 2016)[4][11][7][8]
  - składu honorable mention (2008, 2009, 2014, 2017, 2019)[10][6][12][9][13]
- Uczestniczka meczu gwiazd ligi tureckiej (2006, 2008, 2009, 2010, 2012)[3][10][6][14][11]
- Liderka w asystach:
  - Eurocup (2005, 2012)
  - ligi tureckiej (2008 – 6,6, 2009 – 7,1, 2013 – 6,1, 2016 – 7,8, 2018 – 9)[10][6][7][8][15]

### Reprezentacja

#### Seniorek
Drużynowe
- Mistrzyni igrzysk śródziemnomorskich (2005)
- Wicemistrzyni Europy (2011)
- Uczestniczka:
  - igrzysk olimpijskich (2012 – 5. miejsce)[16][17]
  - mistrzostw Europy (2005 – 8. miejsce, 2007 – 9. miejsce, 2009 – 9. miejsce, 2011)
  - kwalifikacji:
    - olimpijskich (2012 – 1. miejsce)
    - do Eurobasketu (2007, 2009, 2011)

Indywidualne
- Liderka Eurobasketu w asystach (2005)[18]

#### Młodzieżowe
- Uczestniczka kwalifikacji do mistrzostw Europy U–18 (1996)